# Spin.de
Spin.de (Eigenschreibweise: spin.de) ist eine seit 1996 existierende und durch die Spin AG betriebene Online-Community, die einen Chat, Blogs, Benutzerprofile, Foren, Fotovoting, Onlinespiele und weitere Features auf einer Plattform vereint. Spin.de hat nach eigenen Angaben rund eine Million aktive Mitglieder. Mit dem Relaunch im April 2007 implementierte die Plattform Funktionen sozialer Software. Davor lautete der Name Spinchat.

## Entstehungsgeschichte
Bei der Community handelte es sich ursprünglich um ein Demonstrationssystem für die 1996 käuflich zu erwerbende Chat-Software des Unternehmens. Aufgrund des Wachstums in den Anfangsjahren entwickelte sich aus dem Demonstrationssystem eine eigenständige Community, die von 1999 bis Anfang 2007 den Namen „Spinchat“ trug.

## Angebot
Zur Nutzung von Spin.de ist die Registrierung eines Benutzernamens erforderlich. Dazu ist die Angabe einer E-Mail-Adresse und die Bestätigung via SMS oder durch die Angabe einer Telefonnummer notwendig. Dadurch soll die Registrierung von Benutzern erschwert werden, die in der Vergangenheit gegen die Nutzungsbedingungen verstoßen haben und ausgeschlossen wurden.
Seit der Etablierung sozialer Netzwerke wie Facebook oder Twitter sanken die Nutzerzahlen auf Spin.de, was auf eine Veränderung des Internetnutzungsverhaltens zurückzuführen ist, das sich vermehrt weg von Chats hin zu sozialen Netzwerken änderte.

### Profilüberprüfung
Seit Sommer 2010 kann sich ein Benutzer auf freiwilliger Basis einer Profilprüfung unterziehen, um sich seine Echtheit bestätigen zu lassen. Hierzu kann der Benutzer ein eingescanntes oder abfotografiertes Ausweisdokument sowie ein Selbstporträt hochladen, auf dem die Person einen Zettel mit einer bestimmten Zahlenkombination hochhält. Ist auf dem Lichtbild des Ausweisdokuments und dem zweiten Porträt dieselbe Person abgebildet, so erhält der Benutzer den Status „geprüfter Nutzer“. Die Freischaltung erfolgt durch die Community-Administratoren. Das Ausweisdokument wird nach der Prüfung gelöscht und das Porträt nicht öffentlich im Profil angezeigt.

### Basisfunktionen
Zu den weiteren Funktionen der Website gehört die Erstellung eines Benutzerprofils mit der Möglichkeit, persönliche Angaben über sich zu machen (Kontaktdaten, Interessen, Hobbys etc.), eigene Unterseiten von diesem zu gestalten und Fotos hochzuladen. Teil des Benutzerprofils sind selbstverwaltete Freundeslisten, Gästebücher, Fotoalben und Blogs.
Darüber hinaus gibt es über einhundert thematisch gegliederte Diskussionsforen, einen Fotovoting-Bereich sowie einen Veranstaltungskalender und ein Musikmagazin. Community-Mitglieder haben zudem die Möglichkeit, sich untereinander zu Gruppen mit je eigenen Diskussionsforen und Fotoalben zusammenzuschließen. Ein weiteres Angebot besteht in diversen Onlinespielen, die man allein oder mit anderen Nutzern gemeinsam spielen kann.

### Spin-Punkte
Bei Spin.de gibt es „Spin-Punkte“ als virtuelle Währung. Diese werden bis zu einer bestimmten Höhe kostenfrei durch tägliches Einloggen oder gestaffelt durch Kauf erworben. Für Spin-Punkte können Benutzer anderen Benutzer wechselnde virtuelle „Geschenke“ unterschiedlicher Wertigkeit zukommen lassen. Dabei handelt es sich jeweils um ein grafisch gestaltetes, größeres Icon des gewählten Geschenks, das man mit einem privaten oder öffentlich angezeigten Grußtext einem anderen Benutzer schicken kann. Typische Geschenke sind eine „Heiße Schokolade“ für zehn Spin-Punkte, ein „Schutzengel“ für zwanzig Spin-Punkte, ein „Heißer Glühwein“ für drei Spin-Punkte oder das „Ever-Glowing Heart of Sansibar“ für zweihundert Spin-Punkte. Erhaltene Geschenke werden optisch sichtbar am linken Profilrand aufgelistet, wobei eine große Anzahl an erhaltenen Geschenken für ein hohes Ansehen innerhalb der virtuellen Community steht.
Für Benutzer, die keine oder wenige „Freunde“ innerhalb der „Spin-Community“ haben, gibt es die Option des „Geschenk-Roulettes“. Dabei handelt es sich um eine virtuelle Variante des Wichtelns innerhalb der Community, wobei Spin.de aufgrund der Einführung 1996 hierbei eine Pionierrolle zukommt: Will man daran teilnehmen, wählt man ein Geschenk beliebiger Wertigkeit aus und markiert dieses für die Teilnahme am Geschenkroulette. Täglich um 19:00 Uhr werden alle Geschenke automatisch verlost. Dabei sieht man nicht, wer das gemachte Geschenk erhalten hat, es sei denn, die betreffende Person meldet sich, hinterlässt einen Gästebucheintrag oder schenkt zusätzlich etwas zurück. Gleichzeitig erhält man für das gestiftete Geschenk ein zufälliges anderes zurück, das von höherer Wertigkeit sein kann. Sofern man sich dem Schenkenden nicht durch ein weiteres Geschenk oder einen Gästebucheintrag auf dessen Profilseite zu erkennen gibt, bleibt man anonym. Die Höchstmenge ist auf zehn Geschenke zur Teilnahme am Geschenkroulette begrenzt.
Eine saisonale Variante des „Geschenk-Roulettes“ ist die „Adventskalender-Edition“ in der Vorweihnachtszeit, was den Bezug zum realen Wichteln als typische Aktivität vor allem in der Adventszeit herstellt. Dies funktioniert analog zu den obigen Ausführungen, allerdings findet der Geschenke-Tausch in den jährlich für alle Profile im November und Dezember freigeschalteten virtuellen Adventskalendern statt.

### Regionale Unter-Communitys
Neben der Hauptseite existieren regionale Unter-Communitys, die in Zusammenarbeit mit Hörfunksendern wie Radio 7 oder Hit Radio FFH betrieben werden. Der meistgenutzte Bereich der Unter-Communitys ist der Chat, in dem in den Abendstunden über 20.000 Nutzer aktiv sind. Neben den verschiedenen themen-, alters- oder regional-spezifischen Chaträumen – zu denen jedes Mitglied Zugang hat –, sind auch private Chat-Dialoge möglich.

## Technik
Spin.de verwendet Techniken wie Ajax und Dynamisches HTML, um die Chat-Funktionalitäten zu implementieren. Teile der Software – wie z. B. die Online-Spiele – wurden in Java programmiert.

## Jugendschutz
Beiträge und Profile sowie Postings werden auf Verstöße gegen die Nutzungsbedingungen stichprobenartig geprüft. Hochgeladene Fotos – insbesondere von minderjährigen Nutzern – werden vor der Online-Publikation geprüft. Verstößt ein User gegen die Richtlinien, kann er aus der Community ausgeschlossen werden. Solche Verstöße können von jedem Nutzer dem Support von Spin.de gemeldet werden. In den Chaträumen überwachen Operatoren und in den Foren Moderatoren die Einhaltung der Netiquette. Der Support ist nicht professionell, für diese Tätigkeit werden normale User ausgewählt.
Der Betreiber der Website medienbewusst.de hält Spin.de allgemein für Kinder unter 16 Jahren ungeeignet. Er empfiehlt Spin.de nur für Jugendliche, die bereits wissen, wie sie sich in Chats in Bezug auf ihre Privatsphäre verhalten müssen. Die Nutzung ist Usern unter 16 Jahren seit 2018 grundsätzlich nicht mehr gestattet.

## Statistiken
Laut der Informationsgemeinschaft zur Feststellung der Verbreitung von Werbeträgern (IVW) hatte Spin.de 2008 monatlich über 520 Millionen Seitenabrufe. Die Unique Visits lagen laut IVW bei über zwölf Millionen pro Monat. Die in Zusammenarbeit mit Hörfunksendern betriebenen Regional-Communitys sind in diesen Zahlen jedoch nicht enthalten. 2008 waren gleich viel weibliche wie männliche Nutzer registriert. Spin.de war im selben Jahr einer der größten Anbieter deutschsprachiger Blogs.

## Finanzierung
Spin.de finanzierte sich ursprünglich durch Werbung. Im Februar 2002 wurde die kostenlose Registrierung durch eine kostenpflichtige ersetzt, um Probleme mit mehrfachen Benutzeranmeldungen – insbesondere von gesperrten Nutzern – zu beheben. Da das Wachstum der Community durch diese Maßnahme zurückging, ist die Registrierung seit Juni 2005 wieder kostenlos. Mittlerweile ist man durch das sogenannte VIP-Programm zu einer Mischfinanzierung übergegangen, bei der gegen eine monatliche Zahlung zusätzliche Leistungen freigeschaltet werden, die teilweise zuvor kostenlos waren. Zu diesen Leistungen zählen u. a. das Aufheben der internen E-Mail-Einschränkung, das Abschalten der Werbung, eine erhöhte Anzahl von Gästebucheinträgen, eine erweiterte Freundesliste, gleichzeitiges Chatten in mehreren Räumen oder die Möglichkeit, eine größere Anzahl an Bildern in sein Benutzerprofil einzubinden. Eine weitere Finanzierungsform stellt der Verkauf von Spin-Punkten dar.